# Ampelisca paria
Ampelisca paria is een vlokreeftensoort uit de familie van de Ampeliscidae. De wetenschappelijke naam van de soort is voor het eerst geldig gepubliceerd in 1986 door Barnard & Agard.